# Splendrillia pagodula
Splendrillia pagodula är en snäckart som först beskrevs av Dall 1889.  Splendrillia pagodula ingår i släktet Splendrillia och familjen Drilliidae. Inga underarter finns listade i Catalogue of Life.